# 8 × 22 mm Nambu

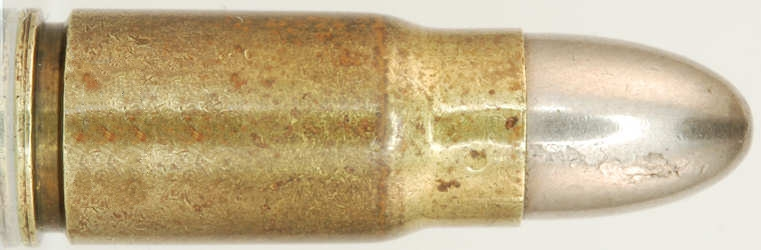
8 × 22 mm Nambu

8 × 22 mm Nambu je náboj s bezokrajovou nábojnicí lahvovitého tvaru.
Jedná se o náboj vyvíjený a vytvořený v Japonsku, je primárně určen pro pistol Nambu typ 1, kterou zkonstruoval japonský plukovník Kijiro Nambu. Zbraň byla i s nábojem zavedena do Japonské armády v roce 1914. Do konce druhé světové války byla výroba tohoto náboje značně omezená, vyráběl se pouze v Japonsku. Po válce byla ve firmě B and B. Cartridge Company zavedena výroba tohoto náboje. 8 × 22 mm Nambu je poměrně slabý náboj, s energií zhruba 280 J je svým výkonem srovnatelný s nábojem 9mm Browning.